# NGC 4214
NGC 4214是距離地球約1000萬光年的矮有棒不規則星系，在天球上位於獵犬座。

## 特徵
NGC 4214的體積與亮度都高於小麦哲伦星系，同時也是星暴星系。該星系最大的兩個恆星形成區域（NGC 4214-I與NGC 4214-II）位於星系核心。其中的NGC 4214-I包含一個擁有大量沃爾夫–拉葉星的超星團；NGC 4214-II則較年輕（少於300萬年），內部包含數個星團與星協。
NGC 4214內部擁有兩個較古老的超星團，年齡都約2億年，質量分別是26萬與150萬倍太陽質量。

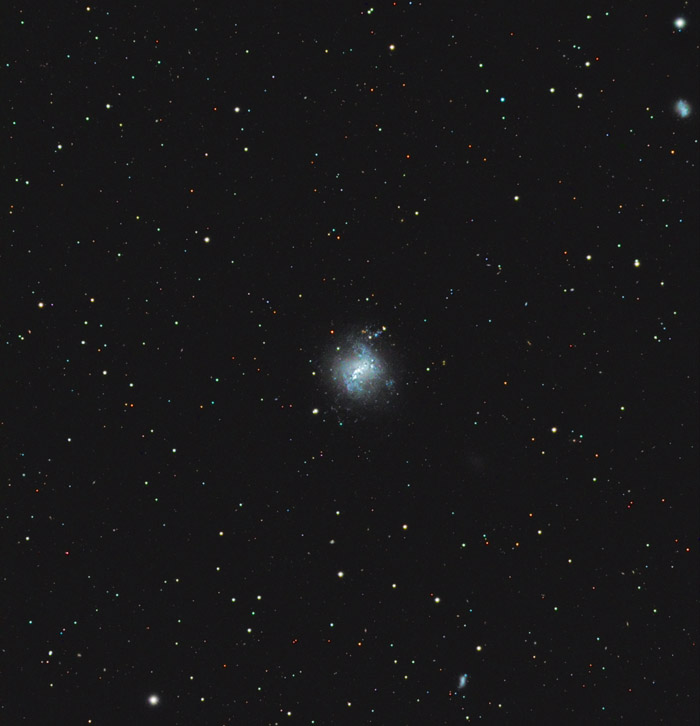
業餘天文望遠鏡拍攝NGC 4214。

## 外部連結
维基共享资源上的相關多媒體資源：NGC 4214
- Hubble Heritage site: Detailed information on the HST picture of 4214
- Galaxy NGC 4214: A star formation laboratory（页面存档备份，存于） ESA/Hubble photo release